# Chymase
La chymase est un marqueur mastocytaire : serine protéase. Cette enzyme est retrouvée au sein d’une partie des populations de mastocytes. l’expression de la chymase est induite par l'IL-4.